# Терекбалинт
Терекбалинт (мађ. Törökbálint) град је у Мађарској. Терекбалинт је значајан град у оквиру жупаније Пешта, а истовремено и важно предграђе престонице државе, Будимпеште.
Терекбалинт има 13.010 становника према подацима из 2008. године.

## Географија
Град Терекбалинт се налази у северном делу Мађарске. Од престонице Будимпеште град је удаљен 20 километара југозападно. Град се налази у северном делу Панонске низије, у побрђу Пилиш.

## Становништво
По процени из 2017. у граду је живело 13.536 становника.
| 1990. | 2001.  | 2011.  | 2017.  |
| ----- | ------ | ------ | ------ |
| 9.459 | 10.974 | 12.841 | 13.536 |

## Партнерски градови
- Зисен
- Колеферо (Рим)
- Бик
- Будимпешта XXIII округ

## Галерија
- Поглед на насеље
- Ауто-пут поред Терекбалинта